# لارنس الیویه
لارنس اولیویه (به انگلیسی: Laurence Kerr Olivier, Baron Olivier)، (زادهٔ ۲۲ مهٔ ۱۹۰۷ – درگذشتهٔ ۱۱ ژوئیهٔ ۱۹۸۹) هنرپیشه، تهیه‌کننده، کارگردان، و فیلم‌نامه‌نویس اهل بریتانیا بود. بسیاری از منتقدان او را از بزرگ‌ترین هنرپیشه‌های قرن بیستم می‌دانند. اولیویه بیش از ۱۲۰ نقش تئاتری بازی کرد و یکی از بزرگ‌ترین «بازیگران شکسپیری» به‌شمار می‌رود. او همچنین در ۶۰ فیلم سینمایی بازی کرد و ۱۱ بار نامزد اسکار شد. او که هنرمندی کلاسیک بود، با بازی در آثاری چون بلندی‌های بادگیر در ۱۹۳۹ و ربکا در ۱۹۴۰ به شهرت رسید.

## زندگی

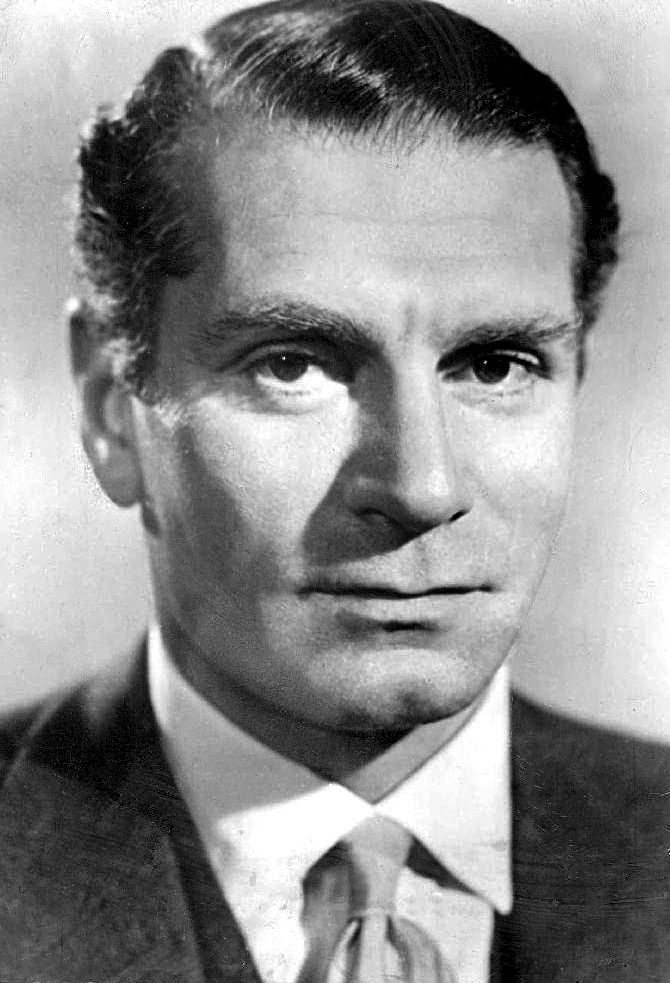
لارنس الیویه در ۱۹۶۱

در ۲۲ مهٔ ۱۹۰۷ در دورکینگ، ساری زاده شد. مادرش در جوانی درگذشت. اگرچه پسرِ پنج نسل از روحانیون انگلیکن بود، گرایش خاصی به تئاتر و نمایش‌نامه داشت. هم‌چنین، پدرش تصمیم گرفت که پسرش هنرپیشه شود. از این رو در ۱۷ سالگی به مدرسه هنرهای نمایشی رفت. او در کودکی کارش را در هنر با اجرای نمایشنامه‌های شکسپیری آغاز کرد و طی چند سال یکی از بهترین بازیگران تئاتر لندن شد. او سریع در تئاتر پیش رفت، طوری‌که بسیاری او را بهترین هنرپیشه تئاتر قرن بیستم می‌دانند. ۱۹۲۶ به «کمپانی رپرتوار بیرمنگهام» پیوست. نخستین نقش مهم سینمایی‌اش را در بلیت زرد بازی کرد، هرچند که خودش برای بازی در سینما چندان ارزشی قائل نبود. ۱۹۴۸ برای بازی در هملت برندهٔ اسکار بهترین بازیگر نقش اول مرد شد، او که کارگردان این فیلم هم بود، نامزد اسکار بهترین کارگردانی هم شد. اولیویه نقش «آرچی رایس» شخصیت برجستهٔ مهمان‌دار (۱۹۵۷) نوشتهٔ جان آزبرن را بازی کرد. ۱۹۷۰، به دنبال حمایت مردم، از زندگی اشرافی برخوردار شد. ۱۹۷۴ به اختلالات عضلانی و پوست دچار شد. از این رو، بیش از هشت بار در هفته، نمی‌توانست بر روی صحنه برود. در آخرین روزهای زندگی، اجرای نقش «شاه لیر» شکسپیر را برای برنامهٔ تلویزیونی پذیرفت. او سرانجام بر اثر نارسایی کلیوی در ۱۱ ژوئیهٔ ۱۹۸۹ در ۸۲ سالگی در خانه‌اش در نزدیکی استینین، ساسکس غربی درگذشت و در Poets' Corner کلیسای وست‌مینستر به خاک سپرده شد.

## زندگی شخصی
- جیل ازموند (۱۹۳۰–۱۹۴۰)
- ویوین لی (۱۹۶۰–۱۹۴۰)
- جوآن پلورایت

۱۹۴۰ پس از بازی در انگلستان در آتش عاشق ویوین لی شد و با او ازدواج کرد. در اواسط دهه پنجاه لی به بیماری روحی دچار شد. الیویه در ۱۹۶۰ از او جدا شد.

## جوایز
وی یکی از دو کارگردانی است که اسکار بازیگری گرفته‌اند، دیگری روبرتو بنینی است. وی همچنین یکی از رکوردداران بیشترین نامزدی اسکار بهترین بازیگر نقش اول مرد است؛ الیویه ۹ بار نامزد اسکار بهترین بازیگر مرد شد.
- نامزد اسکار بهترین بازیگر نقش اول مرد
  - بلندی‌های بادیگر (۱۹۳۹)
  - رِبِکا (۱۹۴۰)
  - هنری پنجم (۱۹۴۴)
  - پسران برزیل (۱۹۷۸)
- اسکار افتخاری برای هنری پنجم (۱۹۴۴)
- نامزد اسکار بهترین فیلم برای هنری پنجم (۱۹۴۴)
- نامزد اسکار بهترین کارگردانی برای هملت (۱۹۴۸)
- اسکار بهترین بازیگر نقش اول مرد برای هملت (۱۹۴۸)
- اسکار بهترین فیلم برای هملت (۱۹۴۸)
- اسکار بهترین بازیگر نقش مکمل مرد برای دونده ماراتن (۱۹۷۶)
- جایزه بفتای بهترین بازیگر نقش اول مرد بریتانیایی (۱۹۵۵)
- جایزه بفتای بهترین بازیگر نقش مکمل مرد بریتانیایی (۱۹۶۹)
- جایزه سیسیل ب دومیل گلدن گلوب (۱۹۸۳)
- جایزه گلدن گلوب بهترین بازیگر مرد فیلم درام در ششمین مراسم گلدن گلوب بخاطر فیلم هملت (۱۹۴۸)
- جایزه گلدن گلوب بهترین بازیگر نقش مکمل مرد در سی و چهارمین مراسم گلدن گلوب بخاطر فیلم ماراتن من (۱۹۷۶)
- جایزه حلقه منتقدان فیلم نیویورک برای بهترین بازیگر نقش اول مرد بخاطر فیلم هنری پنجم (۱۹۴۴)
- جایزه حلقه منتقدان فیلم نیویورک برای بهترین بازیگر نقش اول مرد بخاطر فیلم هملت (۱۹۴۸)
- جایزه حلقه منتقدان فیلم نیویورک برای بهترین بازیگر نقش اول مرد بخاطر فیلم کارآگاه (۱۹۷۲)
- جایزه بهترین بازیگر مرد خارجی دیوید دی دوناتلو بخاطر فیلم کارآگاه (۱۹۷۲)
- جایزه هیئت ملی بازبینی برای بهترین فیلم
- جایزه بفتای بهترین فیلم
- شیر طلایی بهترین فیلم جشنواره فیلم ونیز بخاطر فیلم هملت (۱۹۴۸)
- ۱۰۰ سال... ۱۰۰ قهرمان و شرور به انتخاب بفا
- ۱۰۰ سال... ۱۰۰ ستاره به انتخاب بفا
- ۱۰۰ سال...۱۰۰ نقل قول به انتخاب بفا

## فیلم‌شناسی
- دوستان و عشاق (۱۹۳۱)
- هر طور شما دوست دارید (۱۹۳۶)
- انگلستان در آتش (۱۹۳۷)
- بلندی‌های بادگیر (۱۹۳۹)
- ۲۱ روز (۱۹۴۰)
- غرور و تعصب (۱۹۴۰)
- ربه‌کا (۱۹۴۰)
- آن خانم همیلتون (۱۹۴۱)
- مدار ۴۹ درجه (۱۹۴۱)
- شبه بهشت (۱۹۴۳)
- هِنری پنجم (۱۹۴۴)
- هملت (۱۹۴۸)
- جعبه جادویی (۱۹۵۱)
- کری (۱۹۵۲)
- ریچارد سوم (۱۹۵۵)
- شاهزاده و مانکن (۱۹۵۷)
- شاگرد شیطان (۱۹۵۹)
- هنرمند (۱۹۶۰)
- اسپارتاکوس (۱۹۶۰)
- اتلو (۱۹۶۵)
- بانی لیک گم شده (۱۹۶۵)
- خارطوم (۱۹۶۶)
- رومئو و ژولیت (۱۹۶۸)
- کفش‌های ماهیگیر (۱۹۶۸)
- دیوید کاپرفیلد (۱۹۶۹)
- اوه! چه جنگ دلپذیری (۱۹۶۹)
- نبرد بریتانیا (۱۹۶۹)
- نیکلاس و الکساندرا (۱۹۷۱)
- کارآگاه (۱۹۷۲)
- سفر دراز روز در شب (۱۹۷۳)
- دنیا در جنگ (۱۹۷۴-۱۹۷۳)
- ماراتن من (۱۹۷۶)
- پلی در دوردست (۱۹۷۷)
- عیسی ناصری (۱۹۷۷)
- پسران برزیل (۱۹۷۸)
- بتسی (۱۹۷۸)
- دراکولا (۱۹۷۹)
- خوانندهٔ جاز (۱۹۸۰)
- برخورد تایتان‌ها (۱۹۸۱)
- اینچئون (۱۹۸۱)
- مرد پازلی (۱۹۸۳)
- باونتی (۱۹۸۴)
- واگنر (۱۹۸۴)
- مرثیه جنگ (۱۹۸۹)
- کاپیتان اسکای و دنیای فردا (۲۰۰۴)

## نگارخانه

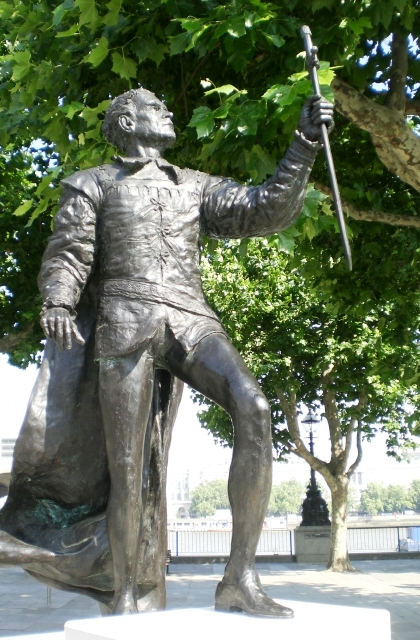
مجسمه الیویه در خارج از تئاتر ملی سلطنتی
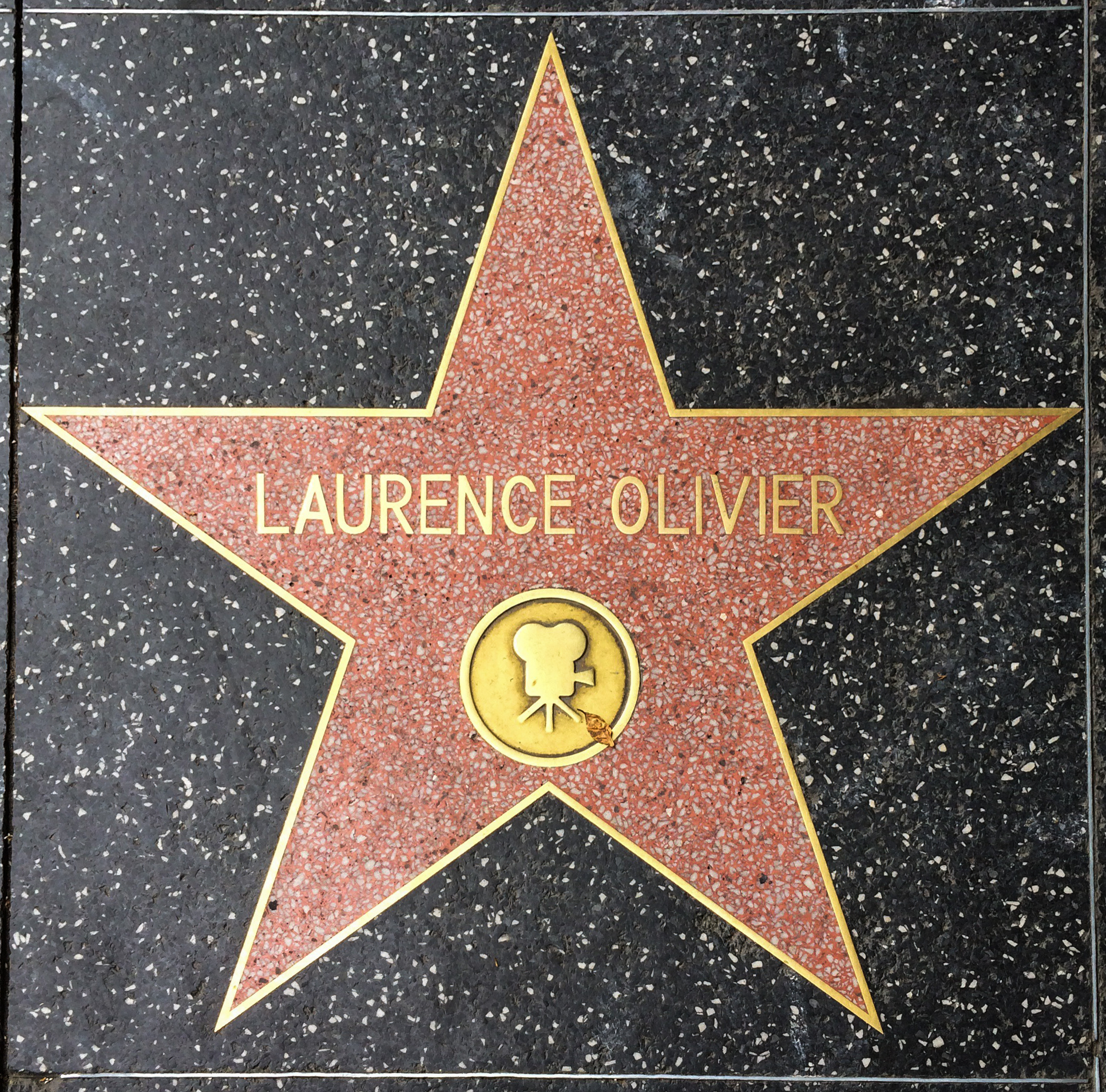
ستاره الیویه در پیاده روی مشاهیر هالیوود
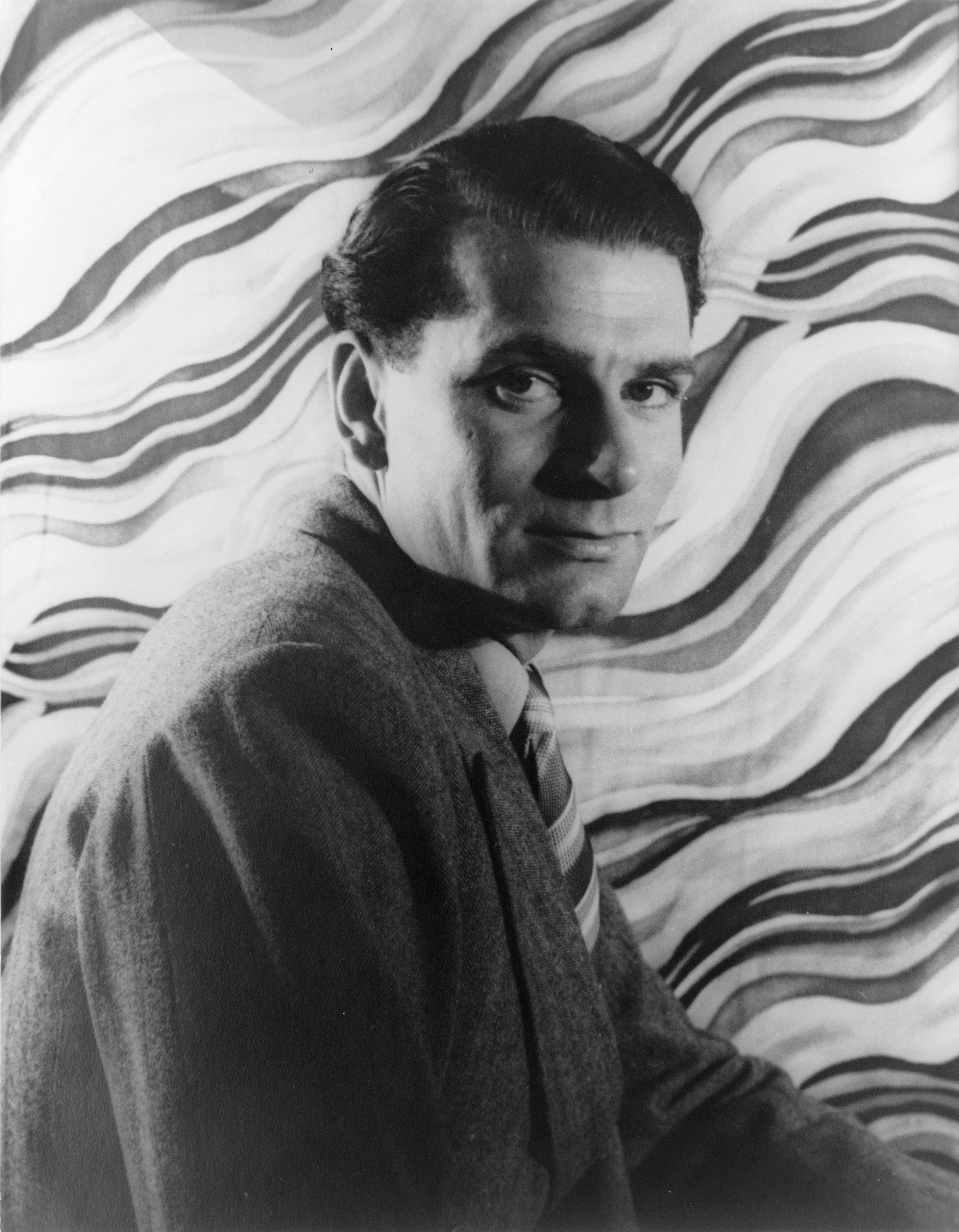
الیویه در ۱۹۳۹